# Claudio
Tiberio Claudio César Augusto Germánico (en latín Tiberius Claudius Caesar Augustus Germanicus; Lugdunum, 1 de agosto de 10 a. C.-Roma, 13 de octubre de 54 d. C.), también denominado Claudio I, fue un historiador, etruscólogo, estadista, el cuarto emperador romano de la dinastía Julio-Claudia, y gobernó desde el 24 de enero del año 41, hasta su muerte en el año 54. Nacido en Lugdunum, en la Galia, fue el primer emperador romano nacido fuera de la península itálica. Sus cenizas fueron depositadas en el mausoleo de Augusto.
Permaneció apartado del poder por sus deficiencias físicas —cojera y tartamudez— hasta que su sobrino Calígula, tras convertirse en emperador, lo nombró cónsul y senador. 
La poca actuación en el terreno político que representaba su familia le sirvió para sobrevivir en las distintas conjuras que provocaron la caída de Tiberio y Calígula. 
En esta última conjura, los pretorianos que asesinaron a su sobrino lo encontraron tras una cortina, donde se había escondido creyendo que lo iban a matar. Tras la muerte de Calígula, Claudio era el único hombre adulto de su familia. Este motivo, junto a su aparente debilidad y su inexperiencia política, hicieron que la guardia pretoriana lo proclamara emperador, pensando tal vez que sería un títere fácil de controlar.
Pese a sus taras físicas, su falta de experiencia política y que lo considerasen tonto y padeciera complejos de inferioridad por causa de burlas desde su niñez y estigmatizado por su propia madre, Claudio fue un brillante estudiante, gobernante y estratega militar, además de ser querido por el pueblo y ser el hombre más poderoso del mundo conocido. 
Su gobierno fue de gran prosperidad en la administración y en el terreno militar. Durante su reinado, las fronteras del Imperio romano se expandieron, debido a la conquista de Britania. El emperador se tomó un interés personal en el Derecho, presidiendo juicios públicos y llegando a promulgar veinte edictos al día. 
En cualquier caso, se le vio como un personaje vulnerable, especialmente entre la aristocracia. Claudio se vio obligado a defender constantemente su posición descubriendo sediciones, lo que se tradujo en la muerte de muchos senadores romanos.
Claudio también se enfrentó a serios reveses en su vida familiar, uno de los cuales podría haber supuesto su asesinato. Estos sucesos dañaron su reputación entre los escritores antiguos, si bien los historiadores más recientes han revisado estas opiniones.

## Vida

### Familia
Nació en la ciudad gala de Lugdunum (actual Lyon), bajo el imperio de su tío abuelo Augusto y su abuela Livia. Sus padres fueron el cuestor y pretor Druso el Mayor y su esposa Antonia la Menor. Sus hermanos mayores fueron Germánico y Livila. Sus abuelos maternos fueron Marco Antonio y Octavia. Se rumorea que su madre pudo tener otros dos hijos, muertos en edad temprana. Claudio creyó el rumor de que su padre era, en realidad, hijo ilegítimo de Augusto.

### Primeros años
Tenía un año cuando su padre murió y quedó a cargo de una madre que no le tenía mucho aprecio y que nunca más volvió a casarse. Durante su infancia padeció un síndrome de complejo de inferioridad, algo que le recordaba su madre continuamente, y por ello era tartamudo. Además, que enfermara continuamente era algo que avergonzaba a la familia imperial, su familia.  Su madre se refería a él como un «monstruo» y le utilizaba como ejemplo de estupidez. Le dejó a cargo de su abuela Livia durante algunos años y ésta prácticamente odiaba a su nieto, puesto que le enviaba cartas donde le recriminaba cualquier cosa. En aquel momento, curiosamente, se consideró que Claudio era inaceptable para desempeñar cargos públicos.
La imposición de la toga viril se hizo en secreto y su tío abuelo, el emperador Augusto, lo relegó a un puesto secundario en el cargo sacerdotal. Claudio quedó bajo el cuidado de un «antiguo conductor de mulas» para que «le mantuviese bajo una cierta disciplina», partiendo de la lógica de que su condición se debía «a la vaguería y a la falta de espíritu».
En la adolescencia su tartamudeo empezó a desaparecer y su familia descubrió que era muy inteligente. A los 17 años (7), Tito Livio fue contratado como su tutor para enseñarle historia, con la asistencia de Sulpicio Flavio. Claudio pasó mucho tiempo con este último y con el filósofo estoico Atenodoro Cananita. Su tío abuelo, el emperador, según una carta, se sorprendió ante la oratoria de su sobrino nieto y comenzó a tener expectativas sobre su futuro político. Estudió matemáticas, gramática, geometría e historia y aprendió medicina y griego, además de leer obras de Atenodoro.

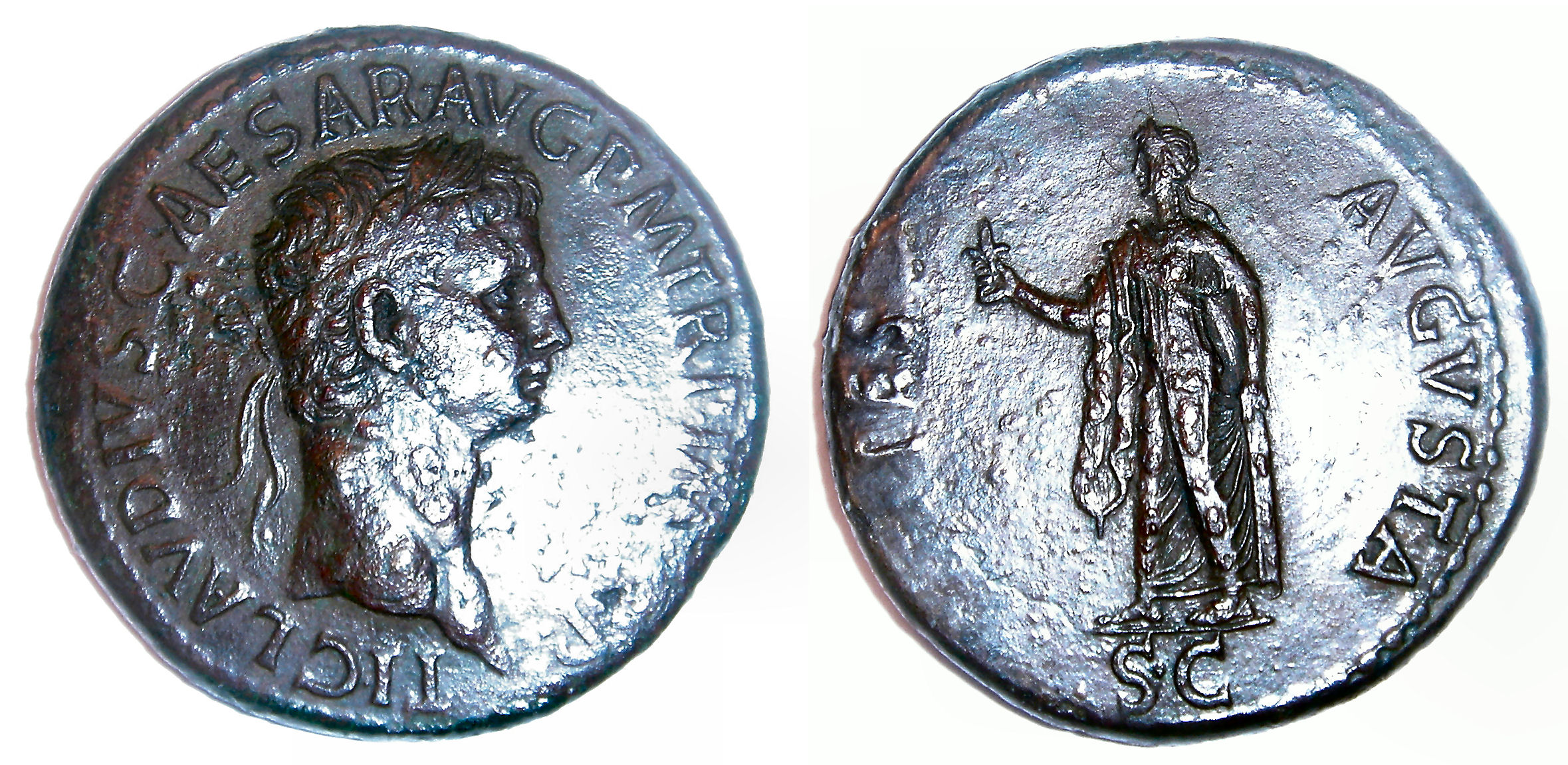
Sestercio romano de la época de Claudio. Este tipo de monedas fueron acuñadas por primera vez para conmemorar el nacimiento del hijo de Claudio, Británico en el año 41.

### Historiador
Según Vincent Scramuzza, cuando Claudio decidió escribir sobre las guerras civiles de la República romana fue demasiado verídico y demasiado crítico con su tío abuelo Augusto. Algunos apuntan que sirvió para recordar al emperador que su sobrino nieto Claudio era descendiente directo de Marco Antonio[cita requerida]. Tanto su abuela como su madre intervinieron y apartaron a Claudio de la esfera política. Lo que resulta curioso es que, cuando años después retomó su faceta como escritor, obvió estas guerras civiles. 
Tal vez por ello, cuando se erigió el arco del triunfo de Pavía en el año 8 su nombre apareció junto a los príncipes fallecidos Cayo y Lucio César y el de sus sobrinos. Otros, incluso, dicen que su nombre no aparecía y que fue él, años después, quien ordenó que lo escribieran. A pesar de ello, el emperador Augusto le nombró representante de los caballeros de Roma.

### Tiberio, su tío, como emperador
Su tío abuelo Augusto murió en el año 14 y fue su tío Tiberio quien lo sucedió como emperador. A él le pidió comenzar el cursus honorum y el nuevo emperador le otorgó un rango consular. Pero, cuando tiempo después volvió a solicitar un cargo político, su tío se lo negó. 
Entendiendo que su tío Tiberio no tenía intención de otorgarle un puesto político, Claudio decidió retirarse y dedicarse a una vida académica. Escribió varias obras históricas: una dedicada a los cartagineses y a los fenicios, otra a los etruscos, un tratado sobre el juego de los dados, una autobiografía y una sobre la historia de Roma desde Octavio Augusto, con todas las guerras civiles. Plinio el Viejo le incluyó en la lista de los cien escritores más importantes de Roma.
Curiosamente, aunque su familia no le tenía mucho aprecio, el pueblo romano sí: los équites lo eligieron para encabezar su delegación; cuando su casa se quemó, el Senado exigió que fuese reconstruida y que se pagara con el erario público; y además, solicitaron que fuese admitido en los debates del Senado. Su tío Tiberio rechazó estas dos últimas propuestas, pero el sentimiento permaneció ahí. Cuando murió su primo Druso, Claudio fue señalado por algunos como posible nuevo emperador. Sin embargo, en aquel momento el pretor Sejano tenía mucho poder y Claudio prefirió no fomentar esta posibilidad.

### Calígula, su sobrino, como emperador
Cuando el emperador Tiberio murió, le sucedió Calígula. El sobrino de Claudio sí decidió otorgarle cargos políticos y en el año 37 le nombró su compañero en el consulado y senador, como si así honrara la memoria de una de las pocas personas que apreciaron a Claudio: Germánico, que era su padre y el hermano de Claudio. Pero, con el tiempo, el nuevo emperador empezó a burlarse de su tío Claudio y le hacía pagar enormes sumas de dinero o lo humillaba en el senado. Según Dión Casio, Claudio enfermó y adelgazó muchísimo en aquella época por culpa del estrés.

### Claudio es proclamado emperador

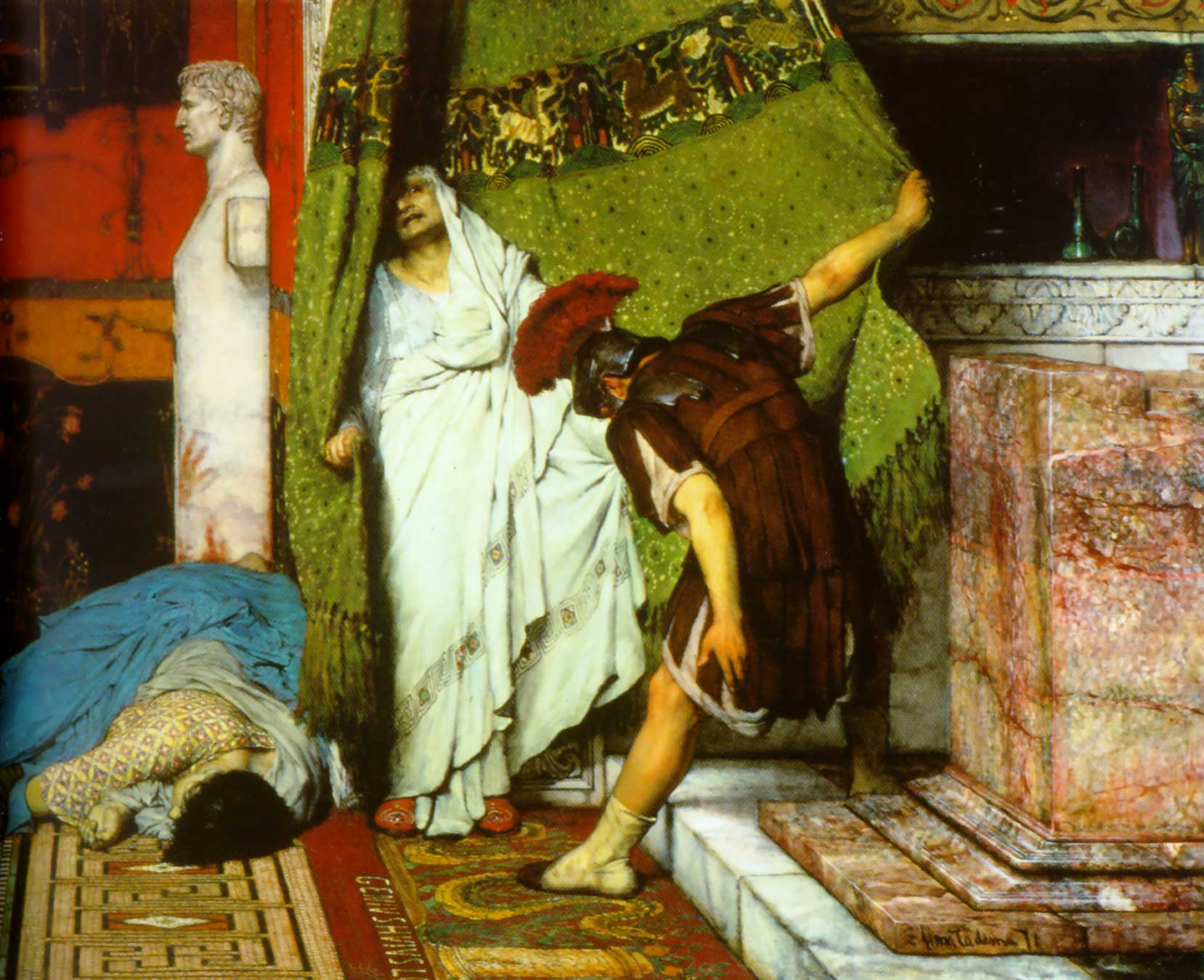
Grato proclama a Claudio emperador. Detalle del cuadro A Roman Emperor 41AD (Un emperador romano, 41 d. C.), por Lawrence Alma-Tadema, 1871.

Calígula fue asesinado el 24 de enero del 41, víctima de una conspiración a gran escala en la cual estaban involucrados el propio comandante de la Guardia pretoriana, Casio Querea, y varios senadores romanos. No existe ninguna evidencia de que Claudio tuviese algo que ver con el asesinato, aunque se ha argumentado que conocía el complot, ya que abandonó la escena del crimen poco antes de los hechos. Sin embargo, tras la muerte de Calígula, así como de su esposa y su hija, parecía claro que Casio tenía intención de ir más allá de los planes conspiratorios y pretendía borrar del mapa a la familia imperial por completo. En el caos posterior al asesinato, Claudio vio cómo los guardias germanos privados de Calígula mataban a varios aristócratas que no estaban involucrados en la conspiración, incluyendo a algunos de sus amigos. 
Preocupado por su propia supervivencia, Claudio huyó del palacio para esconderse. Según los relatos tradicionales, un soldado pretoriano llamado Grato le encontró escondido detrás de una cortina, con miedo a que también lo mataran a él, y de forma inesperada le proclamó imperator.
También es posible que una sección de la guardia pretoriana tuviese planeado buscar a Claudio. Puede incluso que con la aprobación del propio Claudio, en caso de que fuese cierto que estaba al tanto de lo que iba a ocurrir. De cualquier forma, el batallón le aseguró que no buscaba venganza y Claudio los acompañó hasta el campamento pretoriano en las afueras de Roma, donde fue proclamado emperador de forma unánime.
La cojera y la tartamudez que padecía posiblemente le evitaron el fatal destino sufrido por muchos nobles durante las purgas de su tío Tiberio, hijo adoptivo de Augusto y el irracional reinado de su sobrino Calígula. Con el asesinato de Calígula, junto con parte de su familia y la mayoría de sus seguidores, Claudio quedó como el único hombre adulto de su familia y heredero de Augusto. 
El Senado se reunió rápidamente y se puso a debatir un cambio de gobierno, que acabó degenerando en una discusión sobre quién debería ser ahora el nuevo princeps. Cuando conocieron la proclamación de Claudio por la Guardia pretoriana, exigieron que Claudio les fuera presentado para aprobación. Claudio se negó a esta aprobación y reclamó su derecho a gobernar por ser nieto de Augusto y sobrino de Tiberio, sintiendo el peligro que supondría ceder a la exigencia del Senado y aprovechando el respaldo de los soldados pretorianos. 
Algunos historiadores, y en particular Josefo, sostienen que Claudio obró así por consejo del rey de Judea, Herodes Agripa. En todo caso, una versión anterior de esos hechos relatada por el mismo autor, disminuye la influencia de Herodes por lo que no es posible conocer en qué medida pudo este influir en los acontecimientos. Finalmente el Senado se vio obligado a rectificar y, en contraprestación, Claudio perdonó a casi todos los asesinos.
Fue finalmente entronizado el 24 de agosto de 41. El Senado le exigió que renunciara a su título de imperator. Claudio aceptó inicialmente, posiblemente por tener una ideología republicana, aunque sí conservó el título de Augusto, fue llamado César y podía emitir edictos como un emperador. Su segundo gesto inteligente fue el de entregar a cada soldado de la Guardia pretoriana 15 000 sestercios, procedentes de la herencia familiar, para granjearse su favor. Por su parte, la rebelión de Lucio Arruncio Camilo Escriboniano en Dalmacia se saldó con un rotundo fracaso, que culminó con la muerte del propio instigador y con la concesión de los títulos Claudia Pia Fidelis a las legiones VII Macedonica y XI.
Claudio llevó a cabo una serie de pasos con el fin de legitimar su gobierno frente a posibles usurpadores del trono, la mayoría enfatizando su lugar dentro de la familia Julio-Claudia. Adoptó el nombre César como cognomen, dado que seguía teniendo mucho peso entre el pueblo. Para ello se quitó el cognomen Nerón, que había adoptado como paterfamilias de los Claudio-Nerón cuando su hermano Germánico fue adoptado en otra familia. Aunque nunca había llegado a ser adoptado oficialmente por Augusto o por sus sucesores, Claudio era el nieto natural de Livia Drusila, la esposa de Augusto, por lo que se sentía suficientemente legitimado para ostentar el nombre de esa familia.
También adoptó el título Augusto, como hicieron los dos emperadores anteriores al llegar al trono. Mantuvo el nombre honorífico Germánico para mostrar con ello su conexión con su hermano, un militar considerado un héroe por los ciudadanos romanos. Deificó a su abuela paterna Livia, para remarcar su posición como esposa del divino Augusto y su reputación en el gobierno. Por último, Claudio usaba frecuentemente el término "filius Drusi" (hijo de Druso) en sus títulos, para recordar al pueblo a su ya legendario padre, y así atribuirse parte de su reputación.
Al haber sido proclamado emperador por iniciativa de la Guardia pretoriana y no del Senado, lo cual marcó un precedente en la historia de Roma, la reputación de Claudio sufrió entre los historiadores y escritores antiguos, tales como Séneca. Además, fue el primer emperador que recurrió al soborno como forma de asegurarse la lealtad del Ejército. Esto, sin embargo, no es del todo exacto pues Tiberio y Augusto dejaron regalos para el Ejército y la Guardia en sus testamentos, y a la muerte de Calígula parece que se habría esperado lo mismo, si bien no existía ningún testamento. Claudio demostró su gratitud a la Guardia pretoriana e incluso durante la primera parte de su reinado, llegó a ordenar la acuñación de monedas en las que se honraba a los soldados pretorianos en Roma.

### Muerte, deificación y reputación

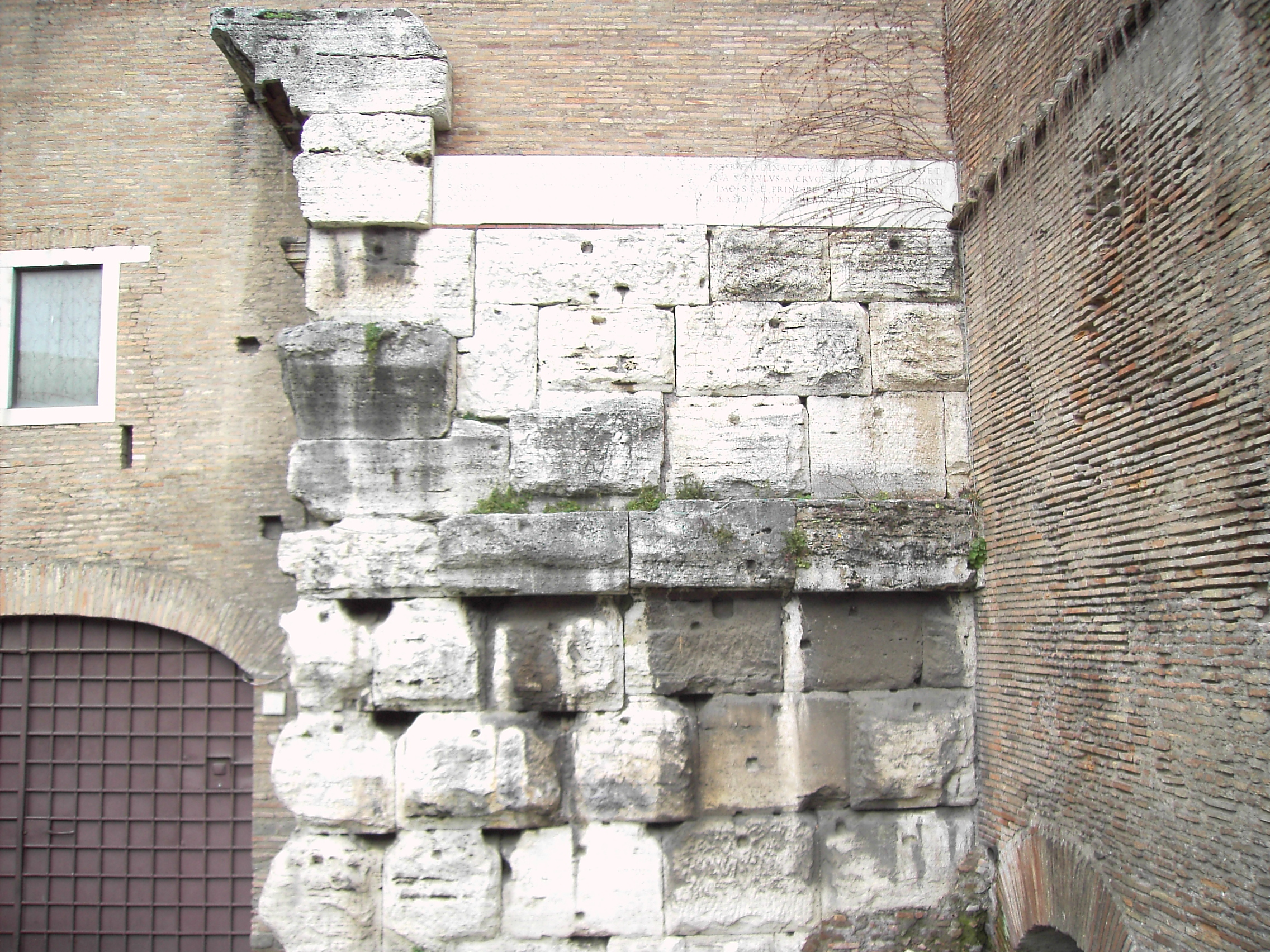
Roma, Basílica de Santi Giovanni e Paolo al Celio. La imagen muestra los restos del antiguo templo romano al dios Claudio.

El consenso general entre los historiadores antiguos es que Claudio fue asesinado mediante envenenamiento, posiblemente utilizando setas, y que murió en las primeras horas del día 13 de octubre del año 54. Sin embargo, los relatos muestran importantes discrepancias. Algunos dicen que Claudio estaba en Roma mientras que otros afirman que estaba en Sinuessa. Algunos sugieren que tanto Haloto, su catador, como Jenofonte, su doctor, o la infame envenenadora Locusta, podrían haber sido los administradores de la sustancia mortal. Algunos dicen que murió tras un prolongado sufrimiento luego de una sola dosis administrada en la cena, y algunos afirman que se recuperó y fue envenenado de nuevo. Casi todos implican a su última esposa, Agripina, la madre de Nerón e hijo adoptivo de Claudio, como instigadora.
Agripina y Claudio se habían ido enfrentando cada vez más en los meses anteriores a su muerte. Esto llevó a un momento en el que Claudio comenzó a lamentarse abiertamente de su mala elección de esposas, y comenzó a hacer comentarios sobre la cercanía de su hijo Británico a la mayoría de edad, pensando en que ocupase su lugar en la familia real. Agripina tenía, por tanto, motivos para asegurarse el ascenso de Nerón al trono, antes de que Británico pudiese ganar poder.
En la actualidad, algunos autores han puesto en duda si Claudio fue efectivamente asesinado, si simplemente sucumbió ante una enfermedad o a su propia vejez. Algunos estudiosos modernos aluden a la universalidad de las antiguas acusaciones como fuentes de credibilidad para la existencia de un crimen.
Las cenizas de Claudio fueron enterradas en el Mausoleo de Augusto el 24 de octubre, tras un funeral de carácter imperial.
Claudio fue deificado por su hijo adoptivo Nerón y por el Senado casi de forma inmediata. Quienes califican este acto de cínico deben considerar que, lo fuera o no, dicho acto difícilmente habría beneficiado a aquellos involucrados en el caso de que Claudio hubiese sido “odiado” tal como afirman muchos historiadores antiguos y modernos. Muchos de los partidarios menos fieles de Claudio pronto se pasaron a la facción de Nerón.

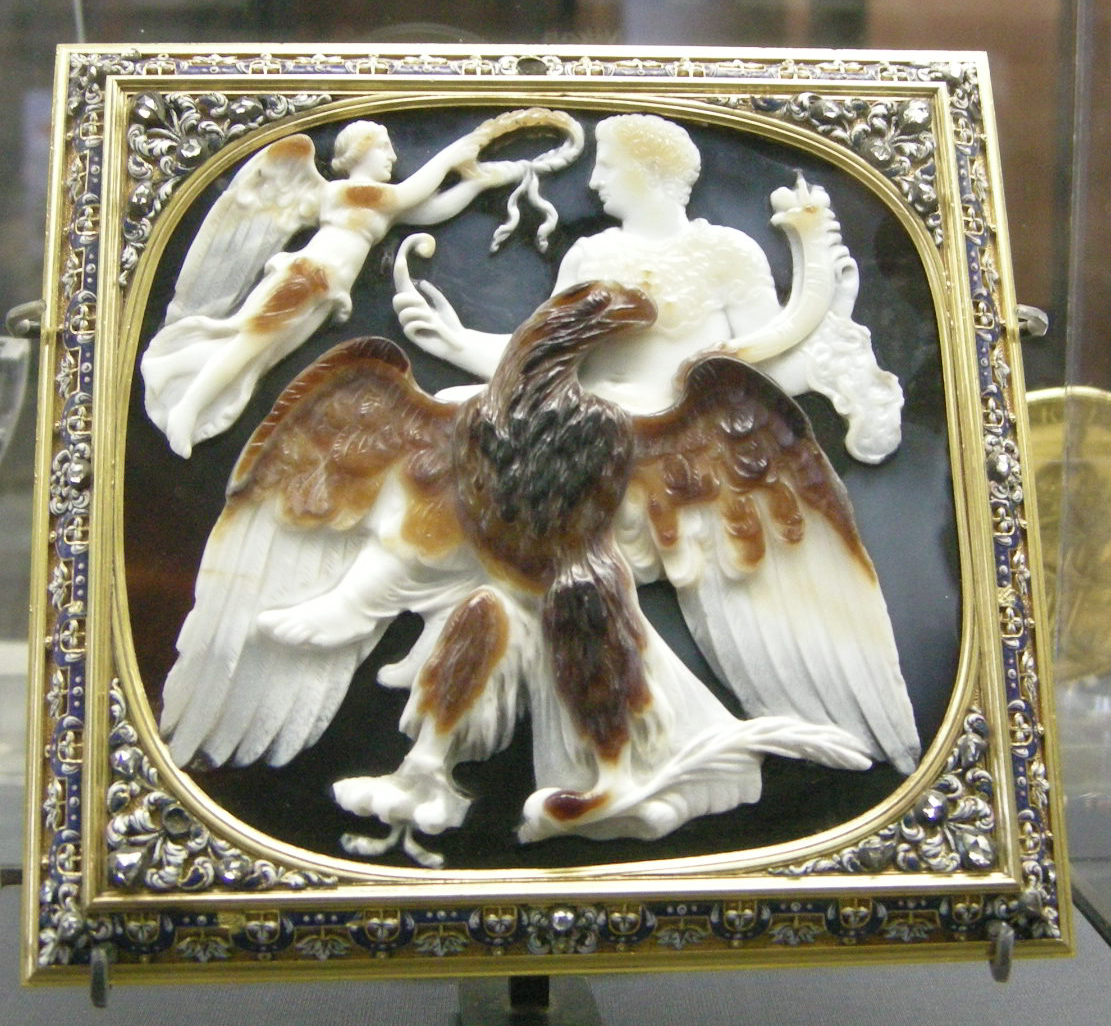
Apoteosis de Claudio en sardonice, realizado en un taller imperial de Roma hacia 54.

El testamento de Claudio había sido modificado poco antes de su muerte, puede que para recomendar como sucesores a Nerón y a Británico conjuntamente o quizás solo a Británico, que en pocos meses alcanzaría la mayoría de edad. Agripina había enviado a Narciso fuera de la ciudad poco antes de la muerte de Claudio y, tras el magnicido, también lo mandó matar. El último acto de Narciso fue quemar toda la correspondencia de Claudio, posiblemente para que el nuevo régimen hostil a los partidarios de Claudio no pudiese usar sus contenidos. Por ello, los motivos privados de Claudio sobre sus políticas y motivos se perdieron en la historia.
Nerón criticó a menudo al fallecido emperador Claudio y muchas de las leyes y edictos de Claudio fueron derogados, bajo el argumento de que este había sido demasiado estúpido y senil como para realmente haber querido aplicarlos. El templo de Claudio quedó sin terminar después de que solo se hubiesen construido parte de sus cimientos, y finalmente se ocupó el lugar con un edificio en honor a Nerón.
La dinastía Flavia, que había escalado posiciones entre la aristocracia bajo el reinado de Claudio, tomó una postura distinta ante el emperador. Estaban en una posición en la que debían fortalecer su legitimación al trono, a la vez que justificar la caída de la dinastía Julio-Claudia. Para ello echaron mano de la figura de Claudio y la contrastaron con la de Nerón en un intento por mostrarse asociados con la antigua prosperidad. Se emitieron monedas conmemorativas de Claudio y de su hijo natural, Británico, que había sido amigo personal del siguiente emperador Tito. Bajo su reinado se completó definitivamente el Templo de Claudio. Sin embargo, a medida que los flavios se fueron consolidando en el poder, necesitaron enfatizar mejor sus propias credenciales, y sus referencias a Claudio cesaron. Por el contrario, fue ubicado dentro de los otros emperadores de la ya caída dinastía Julio-Claudia.
Todos los principales historiadores antiguos (Tácito, Suetonio y Dión Casio), escribieron en una época en la que la dinastía Flavia ya había llegado a su fin. Todos pertenecieron también a las clases senatorial o ecuestre. Siendo los tres senadores o équites, tomaron parte a favor del Senado en la mayoría de los conflictos con el princeps y compartieron los puntos de vista senatoriales sobre el emperador Claudio lo que supuso, conscientemente o no, una visión sesgada de los hechos. Suetonio, que perdió el acceso a los archivos oficiales poco después de haber comenzado su trabajo, se vio obligado a depender del relato de terceros en lo tocante al emperador Claudio (a excepción de las cartas de Augusto, que había recopilado anteriormente). Y es por ello mismo que en ningún momento lo cita. Suetonio presenta a Claudio como una figura ridícula, quitando importancia a muchos de sus actos y atribuyendo a sus ayudantes las decisiones afortunadas que no podían negársele. En un texto dirigido a sus compañeros senadores, Tácito catalogaba a los emperadores según su propio parecer. Según él, Claudio fue un peón pasivo e idiota; incluso llegó al punto de ocultar su propio uso de Claudio como fuente y a omitir en sus obras la descripción de su carácter. Incluso su versión del discurso dado por Claudio en Lyon está editada para eliminar todo rastro de la personalidad del emperador. Dión Casio parece menos sesgado que los anteriores, aunque parece que utilizó también a Suetonio y a Tácito como fuentes. Por ello, su concepción de que Claudio era un débil idiota, controlado por aquellos a los que supuestamente gobernaba, permaneció a lo largo de la historia.
A medida que pasó el tiempo, Claudio fue prácticamente olvidado fuera de los relatos históricos. Sus libros fueron los primeros en perderse. En el siglo II, el emperador Pertinax, que compartía su mismo día de nacimiento, hizo sombra a cualquier conmemoración de Claudio. También en dicho siglo, el emperador Marco Aurelio Claudio, conocido como el Gótico utilizó el término Claudio II como su nombre regnal. Cuando murió Claudio II también fue deificado, lo cual supuso que reemplazase a Claudio en el panteón.

## Su gobierno

### Expansión del Imperio

El imperio de Claudio (37-54)

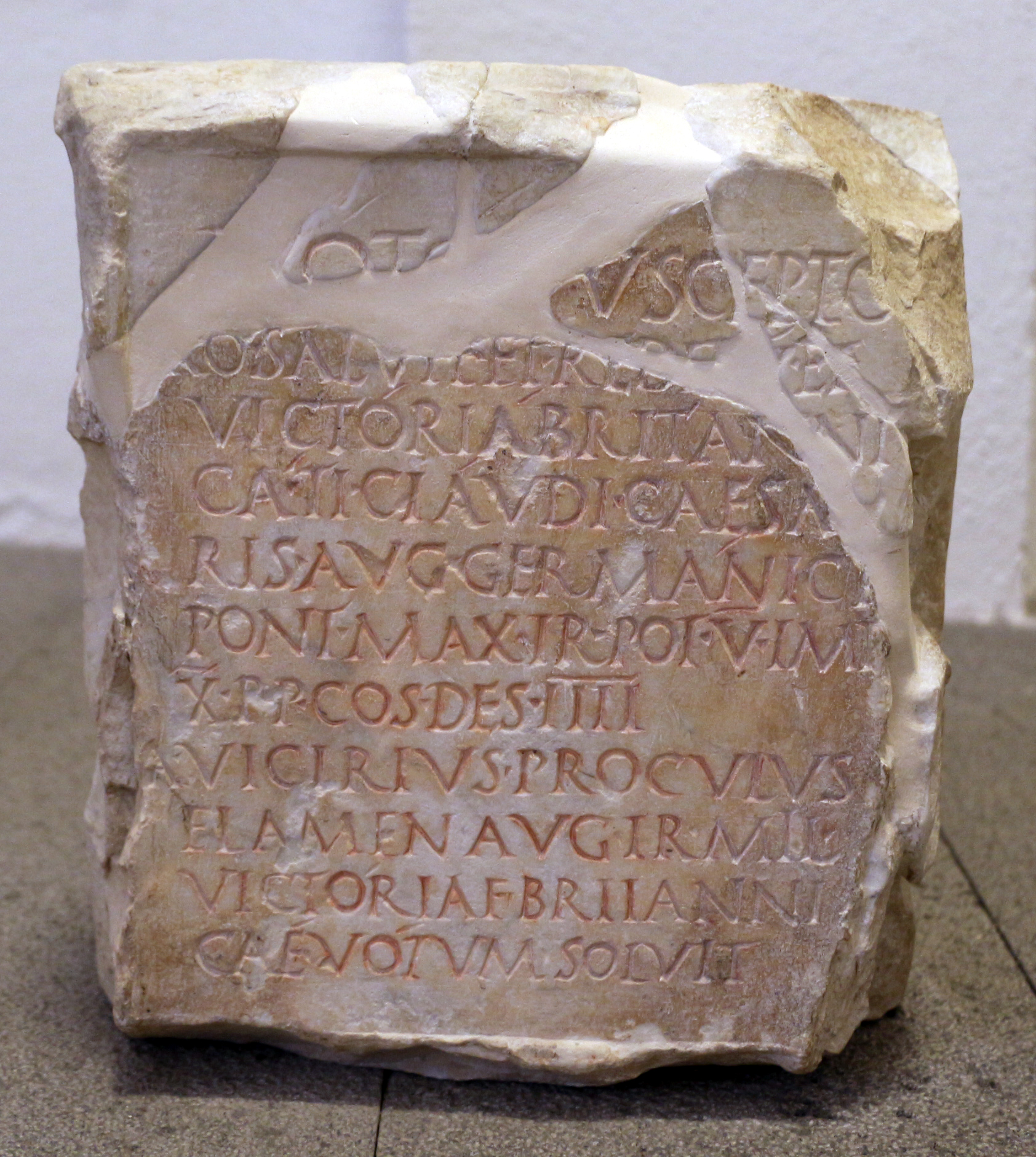
Inscripción honoraria procedente de Rusellae (Roselle, Italia) dedicada al emperador Claudio en honor de la victoria británica

Durante el reinado de Claudio el Imperio atravesó su periodo de mayor expansión tras la época de Augusto. Se anexaron por distintos motivos las provincias de Tracia, Nórico, Panfilia, Licia y Judea. La anexión de Mauritania había comenzado bajo el gobierno de Calígula, y se completó con la derrota de las fuerzas rebeldes y la división en dos provincias imperiales de lo que antes era un único reino cliente de Roma. Sin embargo, la nueva conquista de mayor importancia fue la de Britania.
En los inicios de su reinado, al llegar al trono, Claudio se dio cuenta de que carecía de conexiones en el ejército romano, por lo que, casi de forma inmediata, planeó la invasión de Britania, el territorio correspondiente al actual sur y centro de la isla de Gran Bretaña. Esta se inició en el año 43. Claudio mandó al general Aulo Plaucio al mando de cuatro legiones tras la llamada de auxilio de una tribu aliada. Britania era un objetivo muy atractivo para Roma debido a sus riquezas naturales, principalmente en la minería y como fuente de esclavos. También era un lugar de asilo para los rebeldes gálicos, por lo que no podía permanecer sin control mucho más tiempo.
Una vez que Aulo Plaucio estableció una cabeza de puente en la isla, Claudio fue personalmente a Britania llevando consigo refuerzos militares e incluso elefantes de guerra, hecho que elevó enormemente su carisma entre los legionarios. Al parecer, los elefantes causaron una fuerte impresión en los britanos durante la captura de Camulodunum. Se fue 16 días después, aunque permaneció en las provincias un tiempo. En el año 44 pudo celebrar finalmente un gran triunfo con la victoria completa sobre Britania, triunfo concedido por el Senado por los esfuerzos realizados. Por entonces, solo los miembros de la familia imperial podían recibir ese honor. Claudio más adelante levantaría la restricción en favor de algunos de sus generales. Se le otorgó el título honorífico "Británico", en honor a sus conquistas, pero solamente lo aceptó en favor de su hijo, y nunca lo utilizó formalmente en vida.
Cuando Carataco, el líder de la resistencia britana, fue finalmente capturado en el año 50, Claudio le indultó por su noble actitud, evitando que fuese sometido al castigo que le habría sido impuesto que era la pena de muerte, y terminó sus días en una de las provincias romanas, en tierras otorgadas por el estado romano. Ello supuso un final poco común para un general enemigo, aunque también pudo servir para calmar la oposición en la isla. Claudio ordenó destruir cualquier símbolo perteneciente a la religión celta o druidismo, y muchos templos fueron demolidos. 
Además, y aparte de la ya mencionada anexión de Tracia, Nórico, Iliria, Mauritania, Panfilia, Licia y Judea como provincias del Imperio romano, Claudio fortaleció las fronteras de los distritos militares de Germania Superior y Germania Inferior frente a los germanos. Se ganó un gran respeto por estas conquistas en pago por la gloria que había dado a Roma. Galba y Vespasiano, que luego serían emperadores, llevaron a cabo gran parte de sus respectivas carreras en estas campañas militares.
Claudio llevó a cabo un censo en el año 48 en el que se contabilizaron 5.984.072 ciudadanos romanos, lo cual supone un incremento de alrededor de un millón de ciudadanos desde la muerte de Augusto. Claudio ayudó a incrementar el número mediante la fundación de colonias a las que se garantizaba la ciudadanía romana. Las colonias a menudo se formaban a partir de comunidades ya existentes, y sobre todo aquellas cuyas élites pudieran llevar a su pueblo a apoyar la causa romana. Se establecieron nuevas colonias en los nuevos territorios o en las fronteras del Imperio para permitir una fácil defensa de los territorios cuando fuera necesario.

### Obras públicas

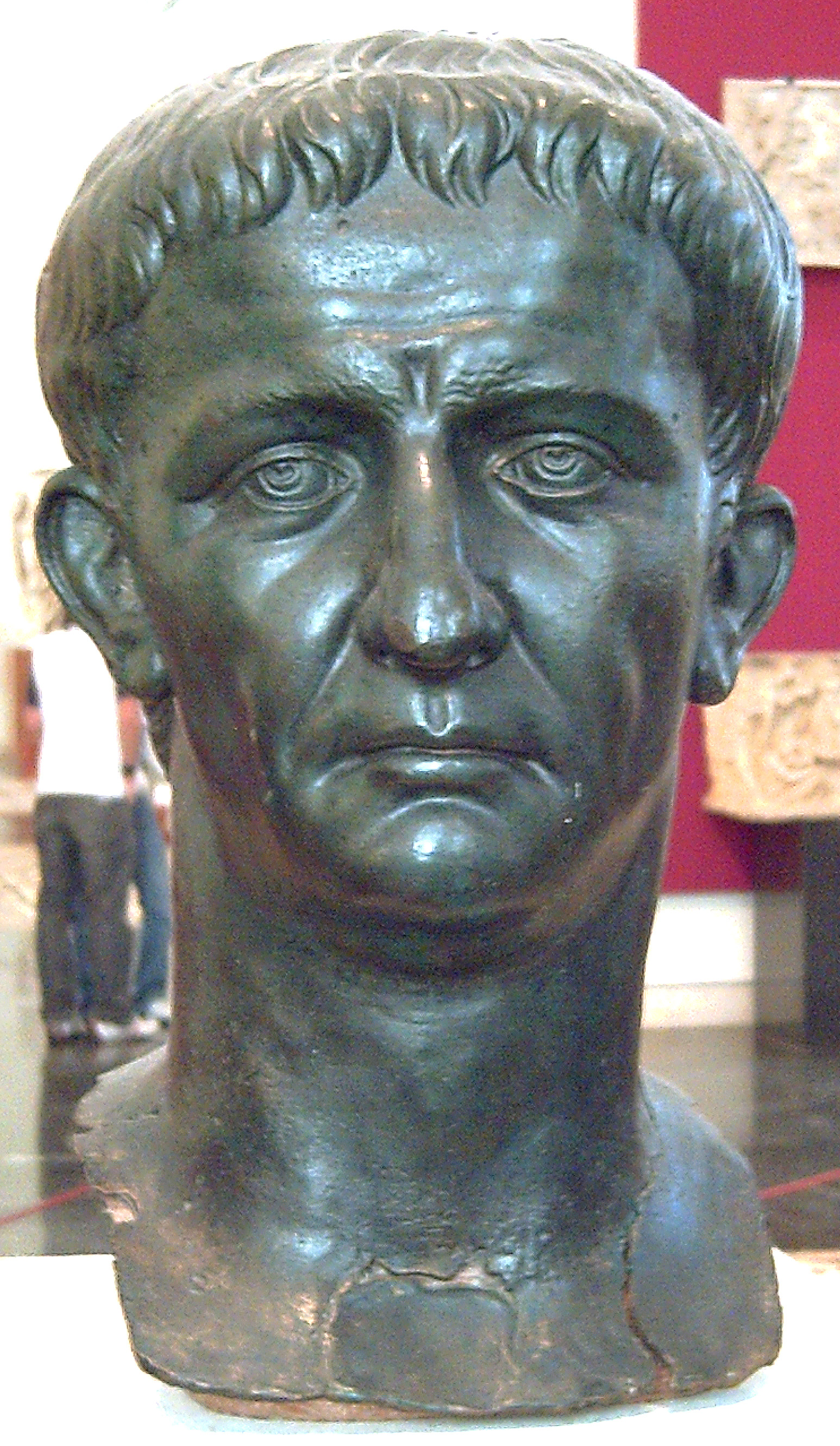
Retrato imperial en bronce de Claudio (M.A.N., Madrid)

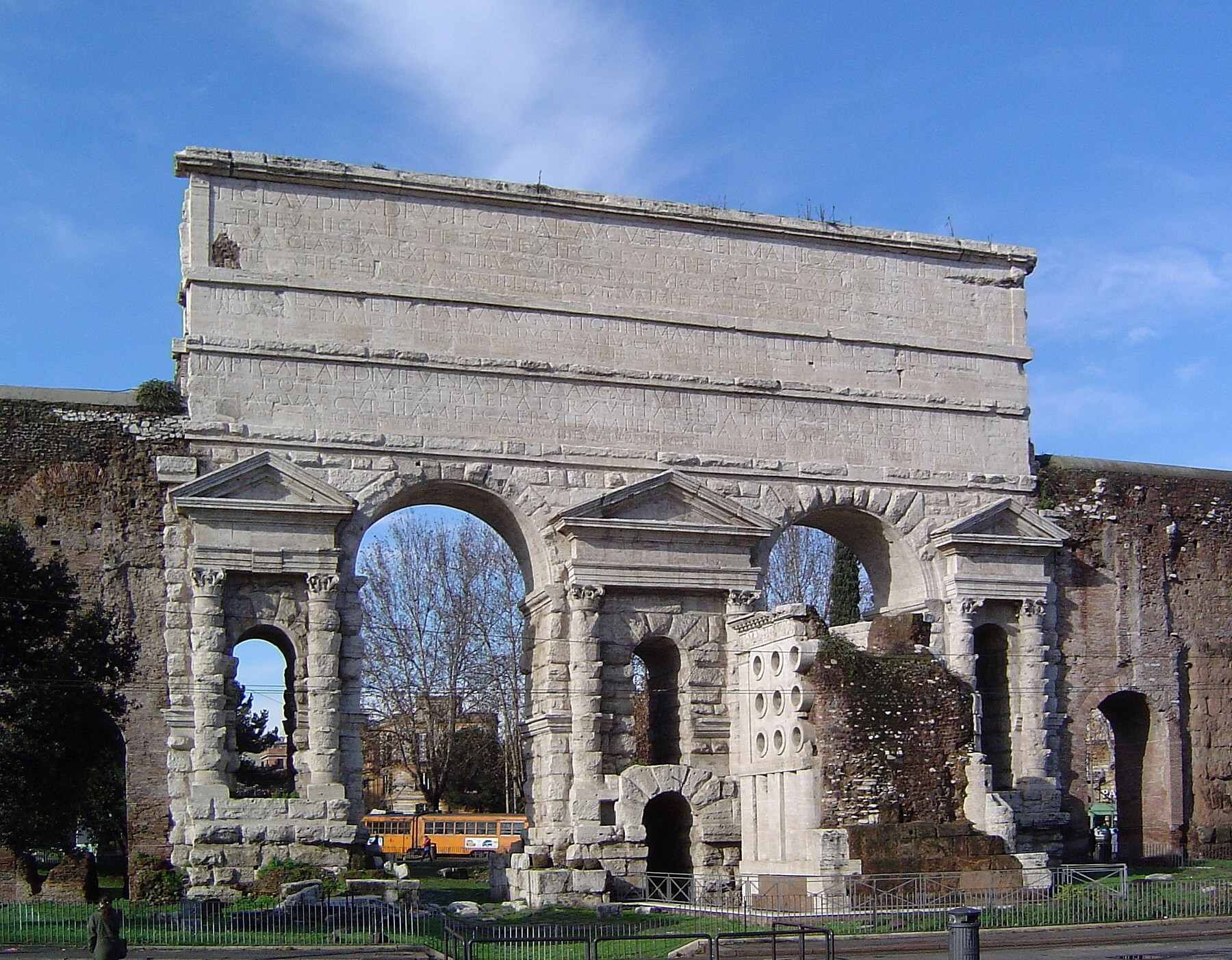
La Porta Maggiore, en Roma

Claudio demostró ser un administrador capaz y un gran promotor de obras públicas. Durante los trece años de su gobierno, el Imperio romano asistió a la construcción de numerosas obras públicas, tanto en la capital como en las provincias.  Construyó dos acueductos: el Aqua Claudia, que había comenzado Calígula, y el Anio Novus. Estos llegaron a la ciudad en el año 52 y se unieron con la famosa Porta Maggiore. También restauró un tercero, el Aqua Virgo.
Claudio se preocupó especialmente del transporte. Construyó canales y carreteras por toda Italia y por las provincias. De todos los canales que construyó es necesario destacar el que construyó desde el río Rin hasta el mar, y en cuanto a las carreteras o vías, fue muy importante la carretera entre Italia y Germania, ambas comenzadas por su padre, Druso. Más cercanas a Roma están las construcciones del canal navegable en el Tíber que llevaba a Portus, su nuevo puerto justo al norte de Ostia. Este nuevo puerto se construyó en un semicírculo con dos malecones y un faro en su boca. La nueva construcción también permitió reducir los casos de inundaciones en Roma.
El puerto de Ostia fue parte de la solución de Claudio para la constante escasez en el suministro de grano a Roma que se había producido durante el invierno, después de la temporada de navegación en Roma. Otra parte fue asegurar las embarcaciones mercantes de grano que estuviesen dispuestas a arriesgarse a viajar a Egipto fuera de temporada. Otorgó a estos navegantes privilegios especiales, incluyendo la ciudadanía y la exención de la Lex Papia Poppaea, una ley que regulaba los matrimonios. Por último, eliminó los impuestos que Calígula había establecido sobre la comida, y redujo aún más los impuestos en aquellas comunidades que sufrían hambrunas.
La última parte del plan de Claudio fue incrementar la cantidad de tierra disponible para la agricultura en Italia. Para ello mandó secar el lago Fucino, con el objeto de transformar el terreno en tierra cultivable, y para que el río cercano al lago fuese navegable todo el año. Se excavó un túnel en el lecho del lago, pero el plan fracasó. El túnel no era lo suficientemente grande para transportar el agua, lo cual provocó que colapsara cuando fue abierto. La inundación resultante barrió una exhibición de gladiadores que estaba teniendo lugar para conmemorar la inauguración, y obligó a Claudio a correr para salvar su vida junto con los demás espectadores.
En cualquier caso, la idea no era mala, y muchos otros emperadores y gobernantes la consideraron, incluyendo a Adriano y Trajano o, ya en la Edad Media al Emperador del Sacro Imperio Romano Germánico Federico II Hohenstaufen. Finalmente el proyecto fue llevado a buen término en el siglo XIX por el príncipe de Torlonia, con lo que se consiguieron más de 160 000 acres de tierra cultivable. Para ello, el príncipe expandió el túnel de Claudio hasta tres veces su tamaño original.

### Obra judicial, legislativa y administrativa
Claudio juzgó personalmente muchos de los pleitos suscitados durante su reinado. Los historiadores antiguos, sin embargo, emiten muchas quejas sobre este hecho, indicando que sus juicios eran variables y que en ocasiones ni siquiera seguía lo establecido en la ley. También alegan que era fácilmente influenciable. En cualquier caso, Claudio puso una particular atención en la forma de funcionamiento del sistema judicial. Extendió la duración de la sesión de verano y de la de invierno, acortando los descansos tradicionales. También promulgó una ley que exigía a los demandantes permanecer en la ciudad mientras sus casos se estuvieran juzgando, dado que a los defensores se les había requerido anteriormente para que lo hicieran. Esas medidas tuvieron el efecto de agilizar los casos pendientes. Por otra parte, la edad mínima para ser jurado se incrementó a 25 años para asegurar un jurado con mayor experiencia.

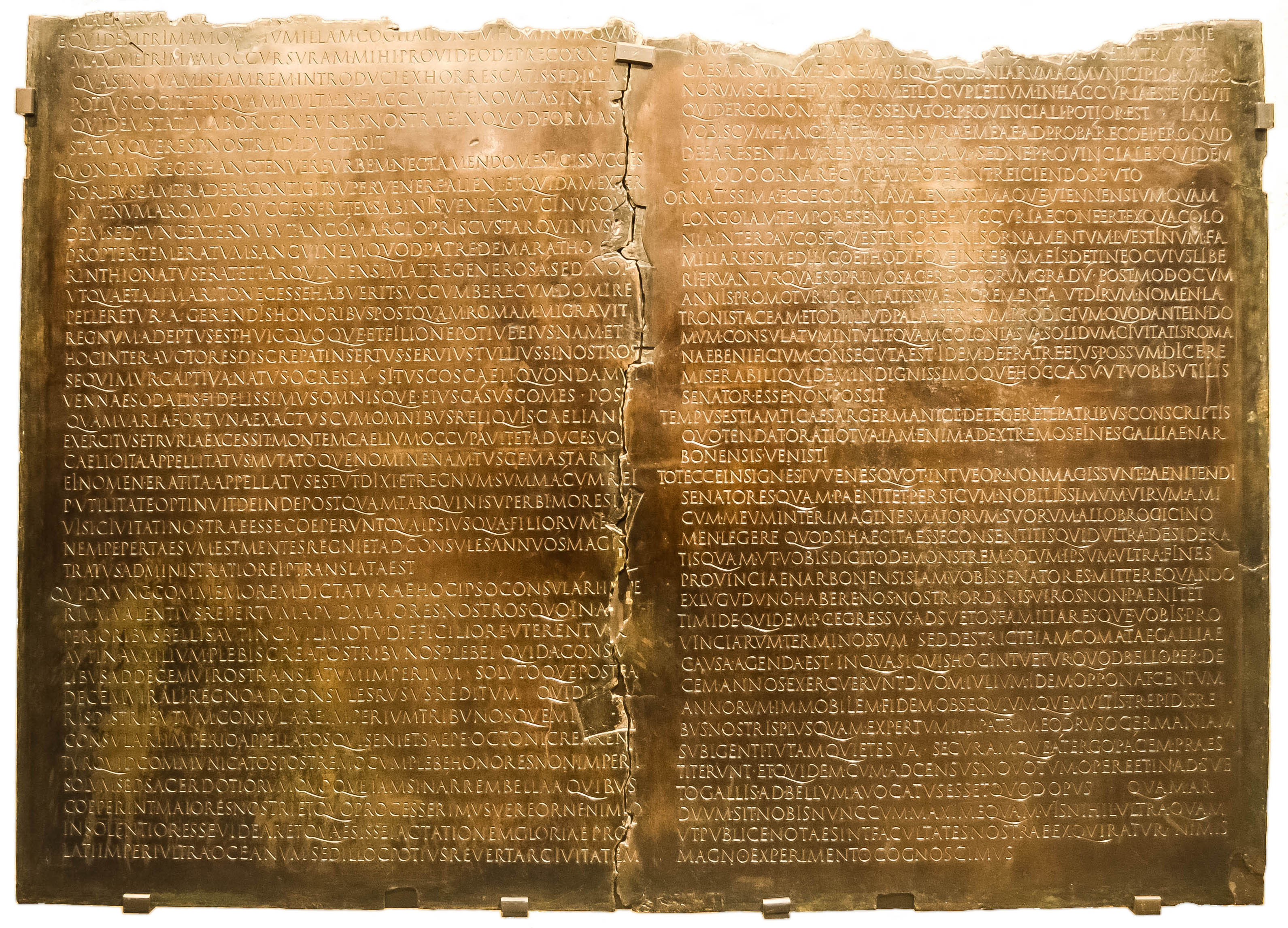
Tabula Lugdunensis.

Claudio también dedicó gran parte de su interés a las provincias, ya que no ignoraba que los recursos humanos procedentes de las provincias eran vitales; trató de convencer a numerosos hombres ricos de las provincias para que adoptaran la ciudadanía romana y se establecieran en la capital para hacer fortuna. Incluso favoreció el nombramiento de estos «nuevos romanos» como senadores, lo que condujo a una cierta xenofobia. En este clima de admisión de nuevos senadores, Claudio solicitó por medio de un discurso en el Senado la entrada de la aristocracia gala, como indica la Tabula Lugdunensis. 
Mostró un interés personal por las leyes, ya establecidas presidiendo juicios públicos y decretando más de 20 edictos por día. Derogó todas las leyes absurdas impuestas por Calígula y perdonó a todos aquellos que estuvieron implicados en la conjura. 
Los numerosos edictos dictados en el reinado de Claudio cubrieron un gran número de cuestiones, desde los consejos médicos hasta dictados morales. Existen dos famosos ejemplos de decretos médicos, uno de los cuales aconsejaba el consumo del tejo europeo para las mordeduras de serpiente, y otro que fomentaba las flatulencias en público para mejorar la salud. Uno de sus edictos más famosos hace referencia al estatus de los esclavos enfermos: Los dueños abandonaban a sus esclavos en el templo de Asclepio para morir, y luego los reclamaban si habían sobrevivido. Claudio dictaminó que los esclavos que se recuperasen de ese tratamiento por parte de sus dueños serían libres. Es más, los dueños que eligiesen matar al esclavo en lugar de correr el riesgo de abandonarlo de ese modo serían acusados de asesinato.
Privó de su libertad a los licios, desgarrados por luchas intestinas, y se la devolvió a los rodios, que mostraban estar arrepentidos de sus faltas pasadas, a la vez que eximió a Troya del pago de impuestos. Anteriormente en su reinado, los griegos y los judíos de Alejandría enviaron dos embajadas tras unas revueltas entre las dos comunidades. Este conflicto desembocó en la famosa "Carta a los Alejandrinos", que reafirmaba los derechos judíos en la ciudad pero que también les prohibía trasladar más familias de forma masiva. Según relata Flavio Josefo, luego reafirmó los derechos y libertades de todos los judíos del imperio.
Un investigador de Claudio descubrió que muchos de los antiguos romanos establecidos en la ciudad de Trento no eran de hecho ciudadanos romanos. El emperador promulgó un decreto mediante el cual deberían ser considerados ciudadanos romanos desde ese momento, dado que quitarles su estatus provocaría problemas mayores. Sin embargo, en casos individuales Claudio castigó la asunción ilegal de la ciudadanía, convirtiéndola en una ofensa que se castigaba con la pena capital. De forma similar, los libertos que se descubriese que se hacían pasar por ciudadanos del orden ecuestre volvían a ser vendidos como esclavos.

### Claudio y el Senado
Debido a las circunstancias de su ascenso al trono, Claudio se tomó muchas molestias en agradar al Senado. Durante las sesiones ordinarias el emperador decidió sentarse entre el resto de miembros del Senado, respetando en sus intervenciones el sistema de turnos. Cuando promulgaba una ley se sentaba entre los dos cónsules en su calidad de tribuno (el emperador no podía oficialmente ostentar el cargo de tribuno de la plebe porque era patricio, pero la magistratura había sido adoptada por los anteriores gobernantes). Rechazó aceptar todos los títulos de sus predecesores (incluyendo el de Imperator) al comienzo de su reinado, prefiriendo ganárselos en su momento. Permitió al Senado acuñar sus propias monedas de bronce por primera vez desde tiempos de Augusto e incluso devolvió al control del Senado algunas de las provincias imperiales como Macedonia o Achea.
Claudio comenzó una reforma del Senado para que fuese un cuerpo más eficiente y representativo. Llegó incluso a discutir con los senadores por su reticencia a debatir sus propuestas, tal y como aparece en algunos fragmentos de los discursos que nos han llegado:

Si aceptáis estas propuestas, Padres Conscriptos, decidlo sin más y simplemente, de acuerdo con vuestras convicciones. Si no las aceptáis, buscad alternativas, pero hacedlo aquí y ahora; o si deseáis tomaros el tiempo de considerarlo, hacedlo, pero acordaos de que debéis estar preparados para pronunciaros en el momento en que seáis convocados a una reunión. No beneficia en absoluto a la dignidad del Senado que el cónsul designado deba repetir las frases de los cónsules, palabra por palabra, como su opinión, y que todos los demás deban meramente decir 'Lo apruebo', y que entonces, antes de marchar, la asamblea anuncie 'Hemos debatido'.
Se desconoce si esta solicitud tuvo el efecto deseado sobre el Senado.

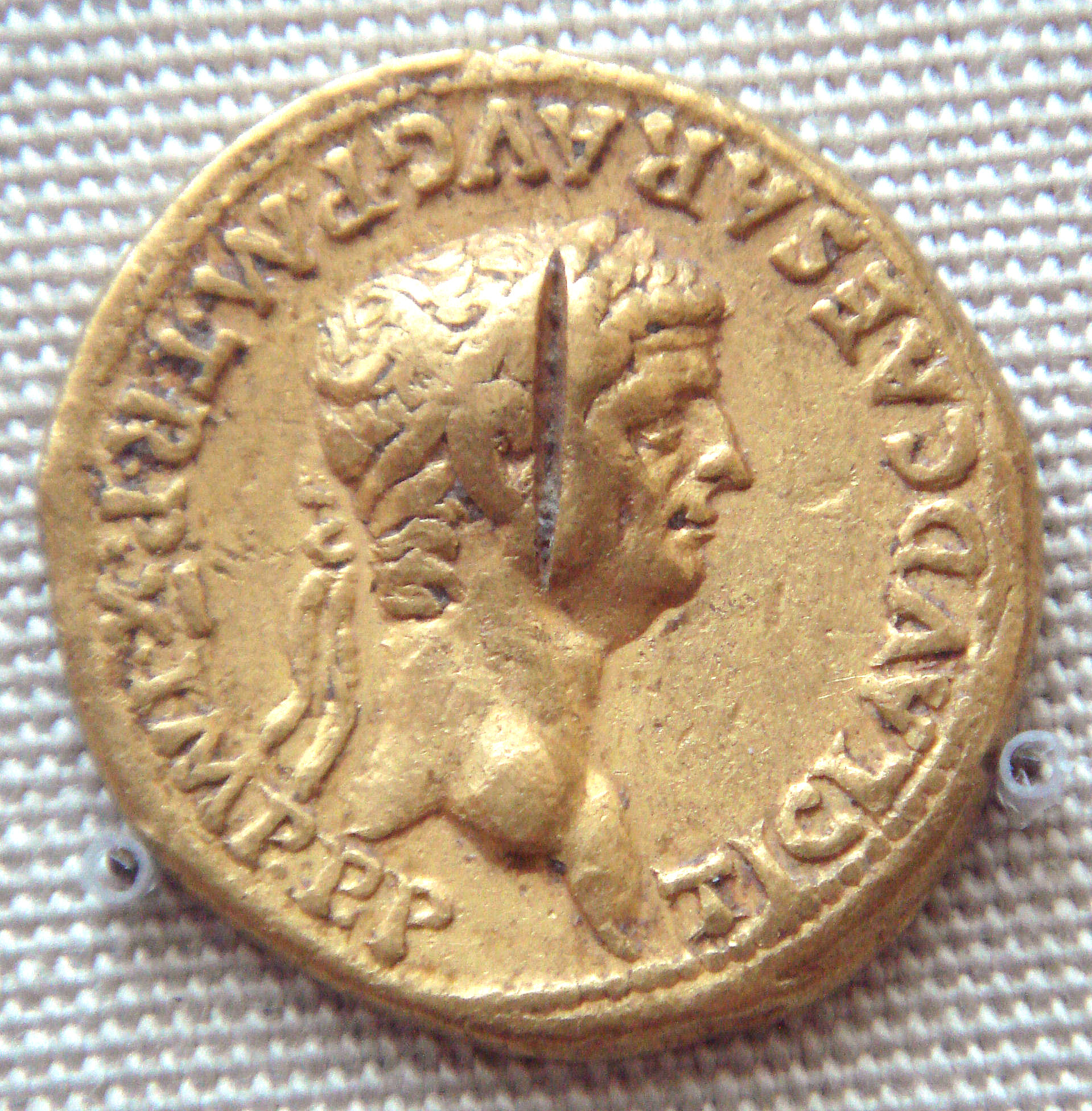
Áureo romano acuñado durante el reinado de Claudio, encontrado en India. En la titulatura imperial aparece al final la expresión Pater Patriae (Padre de la Patria), otorgada a este emperador por el Senado

En el año 47 asumió el cargo de censor junto con Lucio Vitelio. Señaló los nombres de muchos senadores y caballeros que ya no cumplían con los requisitos para el cargo, aunque tuvo la consideración de permitirles dimitir del puesto antes de tomar él las medidas oportunas. Al mismo tiempo buscó hombres elegibles de entre las provincias. La Tabla de Lyon recoge un discurso en el cual Claudio trata la entrada de senadores gálicos en el órgano, y en el cual se dirige al Senado de forma reverente aunque a la vez lo critica por el desdén que dirige a estos hombres. También incrementó el número de patricios añadiendo nuevas familias al grupo de líneas aristocráticas, siguiendo con el precedente creado por Lucio Junio Bruto y Julio César.
A pesar de todas estas medidas muchos senadores continuaron siendo hostiles a Claudio, y se produjeron muchos complots para acabar con su vida. Como resultado de ello, Claudio se vio obligado a reducir el poder del Senado para poder gobernar con mayor eficacia. La administración de Ostia fue encomendada a un procurador imperial tras la construcción del puerto, y muchas de las cuestiones financieras del imperio fueron asignadas a funcionarios imperiales y libertos. Esto causó un resentimiento todavía mayor, por lo que se hicieron comentarios insinuando que los libertos gobernaban de facto al emperador.
Los diversos intentos de golpe de Estado durante el reinado de Claudio supusieron varias represalias que acabaron con la muerte de muchos senadores. Apio Silano fue ejecutado al comienzo del reinado de Claudio en circunstancias muy discutibles. Poco más tarde se produjo una rebelión dirigida por el senador Viniciano y por Lucio Arruncio Camilo Escriboniano, el gobernador de Dalmacia, que ganó un cierto apoyo senatorial. Terminó fracasando por las reticencias de las propias tropas de Escriboniano y por el suicidio de muchos conspiradores. Muchos otros senadores intentaron distintas conspiraciones que terminaron con su condena.
El yerno de Claudio, Pompeyo Magno, fue ejecutado por haber tomado parte en una conspiración junto con su padre, Craso Frugi. En otro complot estuvieron involucrados Lucio Saturnino, Cornelio Lupo y Pompeyo Pedo. En 46, Asinio Galo, nieto de Cayo Asinio Polión, y Estatilio Corvino fueron exiliados al ser hallados culpables de un complot organizado con varios de los libertos de Claudio. Valerio Asiático fue ejecutado sin un juicio público por razones desconocidas. Las fuentes antiguas dicen que el cargo fue adulterio, y que Claudio fue engañado para que impusiera esa pena, aunque en el discurso sobre los galos, más de un año después, Claudio sugiere que el cargo podría haber sido mucho peor. Asiático había sido uno de los aspirantes al trono tras la muerte de Calígula y había sido el compañero en el consulado de Estatilio Corvino.
Muchas de estas conspiraciones tuvieron lugar antes de que Claudio ocupase el cargo de censor, por lo que podrían haber influido en su decisión de revisar el cumplimiento de los requisitos de los senadores. La conspiración de Cayo Silio en el año posterior a su censura se detalla en la sección que hace referencia a la tercera esposa de Claudio, Mesalina.
Suetonio afirma que un total de 35 senadores y 300 caballeros fueron ejecutados por diferentes delitos durante el reinado de Claudio. Es evidente que estas respuestas a las conspiraciones senatoriales no ayudarían a mejorar las relaciones entre el emperador y el órgano colegiado.

### El secretariado y la centralización de poderes
Si bien Claudio no fue el primer emperador en utilizar libertos para ayudarle en la gestión del imperio, se vio de alguna forma obligado a incrementar su papel y su poder dentro de los cargos burocráticos del estado. Por una parte, Claudio tenía mucho respeto por la dignidad senatorial y no quería que sus iguales estuviesen obligados a obedecer sus órdenes como el resto de funcionarios. Por otra, es también cierto que desconfiaba del Senado por la hostilidad que le profesaba. Dicha desconfianza motivó, a su vez, la centralización del poder en el princeps, lo que aumentó en definitiva la carga de trabajo y la necesidad del empleo de más libertos.
Claudio consolidó su posición como emperador y figura central del gobierno con la elección de un grupo de libertos para ejercer el cargo de secretario de Estado, responsabilizando a cada uno de ellos de un determinado ámbito. Algunos de los libertos fueron asignados a tareas de cargo público, como Narciso, secretario personal, o Polibio, bibliotecario. 
El secretariado se dividió en distintos departamentos o carteras, cada una de las cuales se ponía al cargo de alguno de sus libertos. Narciso era su secretario personal, o secretario de correspondencia; Palas se convirtió en el secretario a cargo de la tesorería; Cayo Julio Calisto fue nombrado secretario de justicia y se creó un cuarto departamento para asuntos varios que quedó bajo el control de Polibio hasta su ejecución por traición. Los libertos también podían hablar oficialmente en nombre del emperador como aquella vez, por ejemplo, que Narciso se dirigió a las tropas en nombre de Claudio antes de la conquista de Britania.
Al tratarse de cargos importantes, los senadores se sintieron desplazados y humillados porque sus ocupaciones naturales quedaban en manos de antiguos esclavos. Se trataba de cargos de gran importancia y poder, que históricamente habían estado bajo su control, como miembros de la aristocracia. Además, según ellos, si los libertos tenían el control total sobre el dinero, el correo y la ley, no les sería difícil manipular al emperador. Esta fue exactamente la acusación que plantearon las fuentes antiguas, si bien estas mismas fuentes admiten que los libertos eran leales a Claudio. El emperador también profesaba lealtad hacia sus libertos y reconocía el mérito que les correspondía por las políticas derivadas de sus consejos. Por otra parte, cuando alguno de ellos mostró alguna inclinación a la traición, el emperador les castigó de forma severa, como en el caso de Polibio y el hermano de Palas, Félix. 
No existe ninguna evidencia de que las políticas y los edictos de Claudio cambiasen con las modificaciones de los libertos al cargo de los asuntos, por lo que parece que mantuvo en todo momento el control directo de los asuntos.
En cualquier caso, e independientemente de su poder político, los libertos lograron amasar una gran fortuna gracias a sus posiciones. Plinio el Viejo comenta que algunos de ellos eran "más ricos que Craso", el hombre más acaudalado de la época de la República.

### Reformas religiosas y juegos
Claudio, autor de un tratado sobre las reformas religiosas de Augusto, se sintió en posición para instituir algunas propias. Tenía firmes opiniones sobre las formas adecuadas que debía adoptar la religión del Estado. Por ello, rechazó la petición de los griegos alejandrinos de dedicarle un templo como divinidad, argumentando que solo los dioses podían escoger a los nuevos dioses. Restauró a los festivales sus días perdidos y se deshizo de muchas de las extrañas celebraciones introducidas por Calígula. Reinstauró antiguas observancias y el lenguaje arcaico. Se preocupó por la difusión de los credos orientales dentro de la ciudad y buscó sustitutos más romanos. Enfatizó la práctica de los misterios eleusinos, que habían tenido tantos adeptos durante la República. Rehabilitó a los antiguos adivinos etruscos (conocidos como los arúspices), que reemplazaron a los astrólogos extranjeros a los que expulsó. Fue especialmente duro con el druidismo y sus actividades proselitistas, a causa de su incompatibilidad con la religión romana oficial. Promulgó un decreto por el que ordenó salir de Roma a todos los judíos, que estuvo vigente durante unos años. Se opuso al proselitismo de cualquier religión, incluso en aquellas regiones donde se permitía a los nativos practicarlas libremente. Los resultados de todos estos esfuerzos fueron reconocidos incluso por Séneca, quien hace que un antiguo dios latino defienda a Claudio en su sátira.
Claudio llevó a cabo los Juegos seculares, para celebrar el octingentésimo aniversario de la fundación de Roma. Augusto había modificado y reorganizado los mismos juegos hacía menos de un siglo con la excusa de que el intervalo para celebrarlos era de 110 años y no de 100; sin embargo, ninguna de estas mediciones era procedente bajo ningún concepto. Durante los juegos, Claudio también hizo representar naumaquias para inaugurar los trabajos de drenaje del lago Fucino, al igual que muchos otros juegos públicos y espectáculos.

## Semblanza de Claudio
Séneca, filósofo estoico, comenta en su Apocolocyntosis divi Claudii que su voz no pertenecía a ningún animal terrestre, y que sus manos también eran débiles; Sin embargo, no tenía ninguna deformidad física, y los historiadores están de acuerdo en que todos estos síntomas ayudaron a su ascenso final al trono. El propio Claudio llegó a alegar que había exagerado su enfermedad para poder salvar su vida.
Claudio fue muy maltratado por sus contemporáneos y constantemente ninguneado, incluso por sus familiares más directos. Su propia madre lo despreciaba y calificaba de "caricatura de hombre, aborto de la Naturaleza", y cuando quería hablar de un imbécil, decía: "Es más estúpido que mi hijo Claudio". Su abuela Livia tuvo siempre por él un profundo desprecio; le dirigía la palabra muy raras veces, y si tenía algo que advertirle, lo hacía por medio de una carta lacónica y dura o por terceras personas. Su hermana Livila, habiendo oído decir que Claudio reinaría algún día, compadeció en voz alta al pueblo romano por estarle reservado tan infausto destino.
Cojeaba, solía sufrir ataques de dolor intestinal, epilepsia y esclerosis, tenía varios tics en la cabeza, oía mal y si se enfadaba le goteaba la nariz y se le formaba espuma en la boca. Suetonio dijo que era «borracho y jugador». Su mismo nombre significaba cojo y su tío abuelo Octavio Augusto solía referirse a él como «pobrecito». Cuando fue senador tenía que leer sus discursos sentado en vez de estar de pie. Además Séneca le dedicó después de muerto al emperador, la sátira Apocolocyntosis divi Claudii, la metamorfosis de la cabeza de Claudio en calabaza. Produjo la mofa de todo el mundo, incluso de su familia. 
A lo largo del siglo pasado, el diagnóstico moderno que trata de explicar la causa de la apariencia de Claudio ha cambiado en diversas ocasiones. Antes de la Segunda Guerra Mundial, la causa aceptada más ampliamente era la parálisis infantil o polio, este es el diagnóstico que utiliza Robert Graves en sus novelas, publicadas en los años 1930. Sin embargo, la polio no explica muchos de los síntomas descritos por los historiadores, y algunas teorías más recientes implican una parálisis cerebral como causa, tal y como comenta Ernestine Leon. También se plantea como posible causa de sus síntomas el síndrome de Tourette.
En cuanto a su personalidad, los historiadores antiguos le describen como generoso, accesible, una persona que se reía de los chistes fácilmente y que se juntaba y comía con la plebe. Los historiadores romanos también se refieren a Claudio como un personaje cruel y sediento de sangre, por las frecuentes luchas de gladiadores y las ejecuciones que mandaba realizar, y muy colérico, aunque el propio Claudio reconocía este rasgo de su carácter, y pedía perdón públicamente por su actitud. Sin embargo, era muy confiado, y fue muy influenciado y manipulado por sus distintas esposas y sus libertos. Por el contrario, también lo describen como paranoico, apático, tonto y fácil de confundir. A pesar de lo anterior, otros estudios sobre el personaje presentan un punto de vista diferente, describiéndole como una persona inteligente, astuta, estudiosa, un gran administrador y con buen punto de vista sobre la justicia. Además llegó a escribir varias obras de historia, que desgraciadamente no han llegado hasta nuestros días.
Por lo tanto, la figura de Claudio se ha convertido en un enigma, y desde el descubrimiento de su Carta a los Alejandrinos, el pasado siglo, se ha llevado a cabo un gran trabajo para rehabilitar su figura y tratar de determinar dónde está la verdad.

## Matrimonios
La vida amorosa de Claudio fue poco usual para alguien de la alta nobleza en esos tiempos. Edward Gibbon menciona que de los primeros quince emperadores, «Claudio fue el único cuyos gustos sexuales eran completamente correctos», haciendo con ello referencia a que fue el único que no mantuvo relaciones homosexuales o pederastas. Gibbon se basa en el comentario de Suetonio en el que dice que «Tuvo una gran pasión por las mujeres, pero ningún interés por los hombres.» Suetonio y los demás historiadores de la antigüedad realmente utilizaron esta cuestión en contra de Claudio, acusándole de estar dominado por las mismas mujeres y esposas, y de actuar sometido por ellas.
A pesar de sus grandes logros en la administración del imperio, la vida privada de Claudio fue poco afortunada. Claudio se casó en cuatro ocasiones. Su primer matrimonio, con Plaucia Urgulanila, se llevó a cabo tras haber estado prometido en dos ocasiones, la primera fue con su prima lejana Emilia Lépida, pero se rompió por razones políticas y la segunda fue con Livia Medulina, pero finalizó por la muerte súbita de la novia en el mismo día de su boda. Urgulanila era familiar de una confidente de Livia, Urgulania. De este matrimonio nació un hijo, Claudio Druso, quien murió todavía niño por asfixia al atragantarse con una pera con la que jugaba, poco después de haber sido prometido con la hija de Sejano. Claudio terminó divorciándose de Urgulanila por adulterio y por sospechas de haber cometido el asesinato de Apronia, su cuñada. Tras el divorcio, Urgulanila tuvo una hija, Claudia, a la que Claudio repudió por considerarla hija de uno de sus libertos. Poco después, probablemente en el año 28, Claudio se casó con Elia Petina, hermana por adopción de Sejano, y tuvieron una hija llamada Antonia. Se divorció después de que el matrimonio supusiese una carga política, aunque se ha sugerido que pudiera haberse debido a abusos morales y emocionales por parte de Elia
Tras esos matrimonios infructuosos se casó en el año 38 o comienzos del 39 con Valeria Mesalina, de 15 años, que era su sobrina segunda y estaba estrechamente ligada al círculo de Calígula. Nunca quiso a Claudio, pero ambicionaba el poder. Poco después de su matrimonio dio a luz a su hija, Claudia Octavia y en 41 a su primer hijo varón, Tiberio Claudio Germánico, que posteriormente sería conocido como Británico. Tras esto, se sentía protegida frente a todos los ataques exteriores y aprovechó su poder sin escrúpulos, aunque Claudio ignoraba sus numerosos encuentros extramatrimoniales. Los historiadores antiguos alegan que Mesalina era ninfómana y que por ello era infiel de forma habitual a Claudio. Tácito comenta que fue tan lejos como para competir con una prostituta en cuanto al número de amantes que podía tener en una sola noche y que manipulaba la política para conseguir riquezas para sí misma.
En el año 48, Mesalina contrajo matrimonio con Cayo Silio el Joven en una ceremonia pública mientras Claudio se encontraba en Ostia. Las fuentes discrepan sobre si se divorció en primer lugar del emperador o sobre si su intención era usurpar el trono. Scramuzza sugiere en su biografía que Silio pudo haber convencido a Mesalina de que Claudio estaba condenado, y que su unión era la única forma de retener el rango y de proteger a sus hijos. Tácito sugiere que el cargo de censor que poseía Claudio le habría impedido conocer la infidelidad hasta llegar a un punto tan crítico. En cualquier caso, el resultado fue la ejecución de Silio, Mesalina y gran parte de su círculo. Silio era el hijo de un conocido comandante militar y también ansiaba el poder. Temiendo una revuelta, ordenó a los pretorianos que le matasen y que al mismo tiempo eliminaran también a Mesalina, cuya muerte fue muy trágica ya que murió en brazos de su madre. Claudio llegó incluso a hacer prometer a su guardia pretoriana que lo matasen si volvía a casarse de nuevo.
A pesar de esta declaración, Claudio se casó una vez más. Las fuentes antiguas cuentan que los libertos presentaron tres posibles candidatas: la antigua esposa de Calígula, Lolia Paulina; la segunda esposa de Claudio, Elia, y su sobrina, Agripina la menor. Según el relato de Suetonio, esta se impuso sobre el resto de candidatas.
La realidad es muy posible que tenga una vertiente más política. El intento de golpe de Estado de Silio probablemente hizo a Claudio darse cuenta de la debilidad de su posición como miembro de la familia Claudia, pero no de la Julia. Esta debilidad quedaba más al descubierto por el hecho de que no tuviese un verdadero heredero varón, ya que Británico era todavía un niño. Agripina era una de las pocas descendientes que quedaban de Augusto y su hijo, Lucio Domicio Enobarbo, más tarde conocido como Nerón, uno de los últimos varones de la familia imperial. Los futuros golpes de Estado surgirían probablemente instigados por estas dos personas y más teniendo en cuenta que Agripina ya mostraba ciertas ambiciones.
Se ha sugerido recientemente que el propio Senado podría haber impulsado el matrimonio como modo de poner fin a la lucha entre las ramas Julia y Claudia. Esta ruptura se remontaba a las acciones de Agripina la mayor contra Tiberio y tras la muerte de su marido Germánico.

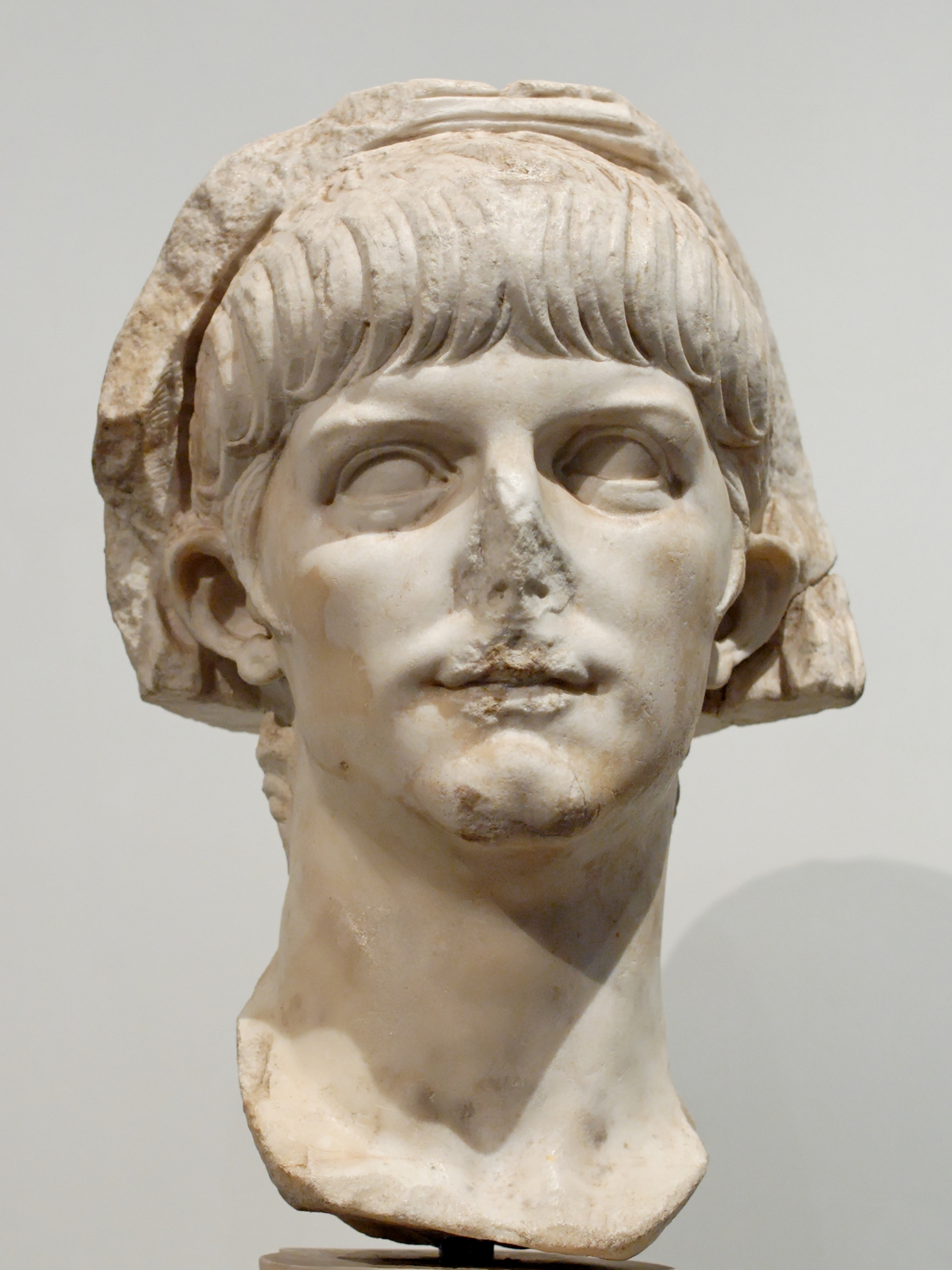
Retrato del joven Nerón.

En cualquier caso, en 49 y con una licencia especial del Senado, Claudio se casó con su sobrina Agripina la menor, hija de Agripina la mayor, quien era a su vez hija de Marco Vipsanio Agripa, el amigo y privado de Augusto, y su hermano Germánico, hermana de Calígula. Más tarde también adoptaría al hijo de Agripina como hijo suyo, lo que abriría el acceso al trono a Lucio Domicio Nerón, en detrimento del hijo natural de Claudio, Británico. 
Nerón sería nombrado coheredero junto con el todavía menor de edad Británico, se casaría con Octavia y recibiría una gran promoción en su carrera política. El nombramiento de dos herederos al mismo tiempo no era tan inusual como pudiera parecer. Barbara Levick comenta que Augusto había nombrado a su nieto Agripa Póstumo junto con Tiberio como coherederos. Tiberio, por su parte, nombró a Calígula junto con su nieto, Tiberio Gemelo. La adopción de adultos a la vez que jóvenes que no habían alcanzado todavía la mayoría de edad era una antigua tradición en Roma cuando no existía un heredero adulto disponible. Esto fue el caso que se dio durante la minoría de edad de Británico, y es por ello que S.V. Oost sugiere que Claudio buscaba adoptar a uno de sus hijos políticos como forma de proteger su propio reinado. De lo contrario, los posibles usurpadores se aprovecharían de que no hubiese un adulto preparado para reemplazarle.
Fausto Cornelio Sila Félix, que estaba casado con su hija Antonia, solamente descendía de la familia de Octavia y de Antonio por una vía, y no estaba lo suficientemente cerca de la familia imperial como para evitar las dudas sobre su legitimidad, aunque esto no evitó que fuese señalado como implicado en un intento de golpe de Estado contra Nerón algunos años después. Además, era hermanastro de Mesalina y, para entonces, las heridas todavía estaban abiertas. Nerón era más popular para el pueblo al ser nieto de Germánico y descendiente directo de Augusto.

## Obras de erudición y su impacto

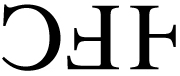
Letras claudias

Claudio escribió abundantemente a lo largo de su vida. Arnaldo Momigliano afirma que durante el reinado de Tiberio — momento en que la carrera literaria de Claudio llegó a su punto culminante— se volvió políticamente incorrecto hablar de la Roma Republicana. La tendencia entre los historiadores jóvenes fue o escribir acerca del nuevo imperio o sobre obscuras materias arcaicas. Claudio fue uno de los raros eruditos que abarcó ambas. Aparte de la historia del reinado de Augusto, que le causó muchos problemas, sus principales obras fueron una historia de los etruscos y ocho volúmenes sobre la historia de Cartago, además de un diccionario etrusco y un libro sobre el juego de dados. A pesar de evitar tratar la época imperial, escribió una defensa de Cicerón contra los cargos de Asinio Galo. Los historiadores modernos se han basado en este dato para determinar la naturaleza de su política y para tratar de esclarecer los capítulos eliminados de su historia de la guerra civil. 
Propuso una reforma del alfabeto latino con el añadido de tres nuevas letras, llamadas letras claudias, dos de las cuales cumplían las funciones de las modernas Y y W, la primera con el valor de una ü alemana. Estableció oficialmente el cambio durante su censura, pero estas nuevas letras no sobrevivieron a su gobierno. Claudio también intentó revivir la antigua costumbre de poner puntos entre cada palabra, para facilitar la lectura, ya que el latín clásico se escribía sin espacios. Finalmente, escribió una autobiografía en ocho volúmenes que Suetonio califica como falta de buen gusto. Considerando que Claudio, al igual que la mayoría de los miembros de su dinastía, se dedicó a criticar duramente a sus predecesores y parientes en los discursos que han sobrevivido, no es difícil imaginar la naturaleza de la acusación de Suetonio.
Desafortunadamente, no ha sobrevivido ninguna de sus obras. Solo se han preservado como fuentes de las historias de la dinastía Julio-Claudia que han llegado hasta nosotros. Suetonio cita la autobiografía de Claudio en una oportunidad y debe haberla usado como fuente muchas veces. Tácito usa los propios argumentos de Claudio para las innovaciones ortográficas mencionadas arriba y puede haberlo usado para alguno de los más antiguos pasajes de sus anales. Claudio es la fuente de numerosos pasajes de la Historia Natural de Plinio el Viejo.
Es obvia la influencia del estudio histórico en Claudio. En su discurso sobre los senadores galos, usa una versión sobre la fundación de Roma que es idéntica a la de Tito Livio, su tutor durante la adolescencia. El detallismo de su discurso linda en lo pedante, un rasgo común a todas sus obras existentes, en las que se desvía hacia largas digresiones sobre materias relacionadas. Esto indica un profundo conocimiento de una variedad de temas históricos que no podía evitar incluir en sus relatos. Muchas de las obras públicas realizadas durante su gobierno se basaron en planes sugeridos por Julio César. Levick cree que su emulación de César puede haberse extendido a todos los aspectos de sus políticas. Su censura parece haberse basado en la de algunos de sus antepasados, particularmente en Apio Claudio Ceco, hasta el punto de que Claudio utilizó el cargo para imponer muchas políticas basadas en las de los tiempos republicanos. Este es el período en el que tuvieron lugar muchas de sus reformas religiosas y en el que se incrementó notablemente la actividad constructiva de su mandato. De hecho, su aceptación del cargo de censor puede haber sido motivada por el deseo de ver frutos en sus labores académicas. Verbigracia, él creía, al igual que la mayoría de los romanos, que su antepasado Apio Claudio Ceco había usado la censura para introducir la letra R  y por el mismo motivo aprovechó el cargo para introducir sus nuevas letras.

## Antepasados de Claudio
|  |                           |  |  |  |  |  |  |  |  |  |  |  |  |  |  |  |
|  | 16.                       |  |  |  |  |  |  |  |  |  |  |  |  |  |  |  |
|  |                           |  |  |  |  |  |  |  |  |  |  |  |  |  |  |  |
|  |                           |  |  |  |  |  |  |  |  |  |  |  |  |  |  |  |
|  | 8.                        |  |  |  |  |  |  |  |  |  |  |  |  |  |  |  |
|  |                           |  |  |  |  |  |  |  |  |  |  |  |  |  |  |  |
|  |                           |  |  |  |  |  |  |  |  |  |  |  |  |  |  |  |
|  | 17.                       |  |  |  |  |  |  |  |  |  |  |  |  |  |  |  |
|  |                           |  |  |  |  |  |  |  |  |  |  |  |  |  |  |  |
|  |                           |  |  |  |  |  |  |  |  |  |  |  |  |  |  |  |
|  | 4. Tiberio Claudio Nerón  |  |  |  |  |  |  |  |  |  |  |  |  |  |  |  |
|  |                           |  |  |  |  |  |  |  |  |  |  |  |  |  |  |  |
|  |                           |  |  |  |  |  |  |  |  |  |  |  |  |  |  |  |
|  | 18.                       |  |  |  |  |  |  |  |  |  |  |  |  |  |  |  |
|  |                           |  |  |  |  |  |  |  |  |  |  |  |  |  |  |  |
|  |                           |  |  |  |  |  |  |  |  |  |  |  |  |  |  |  |
|  | 9.                        |  |  |  |  |  |  |  |  |  |  |  |  |  |  |  |
|  |                           |  |  |  |  |  |  |  |  |  |  |  |  |  |  |  |
|  |                           |  |  |  |  |  |  |  |  |  |  |  |  |  |  |  |
|  | 19.                       |  |  |  |  |  |  |  |  |  |  |  |  |  |  |  |
|  |                           |  |  |  |  |  |  |  |  |  |  |  |  |  |  |  |
|  |                           |  |  |  |  |  |  |  |  |  |  |  |  |  |  |  |
|  | 2. Nerón Claudio Druso    |  |  |  |  |  |  |  |  |  |  |  |  |  |  |  |
|  |                           |  |  |  |  |  |  |  |  |  |  |  |  |  |  |  |
|  |                           |  |  |  |  |  |  |  |  |  |  |  |  |  |  |  |
|  | 20.                       |  |  |  |  |  |  |  |  |  |  |  |  |  |  |  |
|  |                           |  |  |  |  |  |  |  |  |  |  |  |  |  |  |  |
|  |                           |  |  |  |  |  |  |  |  |  |  |  |  |  |  |  |
|  | 10. Marco Druso           |  |  |  |  |  |  |  |  |  |  |  |  |  |  |  |
|  |                           |  |  |  |  |  |  |  |  |  |  |  |  |  |  |  |
|  |                           |  |  |  |  |  |  |  |  |  |  |  |  |  |  |  |
|  | 21.                       |  |  |  |  |  |  |  |  |  |  |  |  |  |  |  |
|  |                           |  |  |  |  |  |  |  |  |  |  |  |  |  |  |  |
|  |                           |  |  |  |  |  |  |  |  |  |  |  |  |  |  |  |
|  | 5. Livia Drusila          |  |  |  |  |  |  |  |  |  |  |  |  |  |  |  |
|  |                           |  |  |  |  |  |  |  |  |  |  |  |  |  |  |  |
|  |                           |  |  |  |  |  |  |  |  |  |  |  |  |  |  |  |
|  | 22.                       |  |  |  |  |  |  |  |  |  |  |  |  |  |  |  |
|  |                           |  |  |  |  |  |  |  |  |  |  |  |  |  |  |  |
|  |                           |  |  |  |  |  |  |  |  |  |  |  |  |  |  |  |
|  | 11. Aufidia               |  |  |  |  |  |  |  |  |  |  |  |  |  |  |  |
|  |                           |  |  |  |  |  |  |  |  |  |  |  |  |  |  |  |
|  |                           |  |  |  |  |  |  |  |  |  |  |  |  |  |  |  |
|  | 23.                       |  |  |  |  |  |  |  |  |  |  |  |  |  |  |  |
|  |                           |  |  |  |  |  |  |  |  |  |  |  |  |  |  |  |
|  |                           |  |  |  |  |  |  |  |  |  |  |  |  |  |  |  |
|  | 1. Tiberio Claudio Druso  |  |  |  |  |  |  |  |  |  |  |  |  |  |  |  |
|  |                           |  |  |  |  |  |  |  |  |  |  |  |  |  |  |  |
|  |                           |  |  |  |  |  |  |  |  |  |  |  |  |  |  |  |
|  | 24. Marco Antonio Orator  |  |  |  |  |  |  |  |  |  |  |  |  |  |  |  |
|  |                           |  |  |  |  |  |  |  |  |  |  |  |  |  |  |  |
|  |                           |  |  |  |  |  |  |  |  |  |  |  |  |  |  |  |
|  | 12. Marco Antonio Crético |  |  |  |  |  |  |  |  |  |  |  |  |  |  |  |
|  |                           |  |  |  |  |  |  |  |  |  |  |  |  |  |  |  |
|  |                           |  |  |  |  |  |  |  |  |  |  |  |  |  |  |  |
|  | 25.                       |  |  |  |  |  |  |  |  |  |  |  |  |  |  |  |
|  |                           |  |  |  |  |  |  |  |  |  |  |  |  |  |  |  |
|  |                           |  |  |  |  |  |  |  |  |  |  |  |  |  |  |  |
|  | 6. Marco Antonio          |  |  |  |  |  |  |  |  |  |  |  |  |  |  |  |
|  |                           |  |  |  |  |  |  |  |  |  |  |  |  |  |  |  |
|  |                           |  |  |  |  |  |  |  |  |  |  |  |  |  |  |  |
|  | 26. Lucio Julio César III |  |  |  |  |  |  |  |  |  |  |  |  |  |  |  |
|  |                           |  |  |  |  |  |  |  |  |  |  |  |  |  |  |  |
|  |                           |  |  |  |  |  |  |  |  |  |  |  |  |  |  |  |
|  | 13. Julia                 |  |  |  |  |  |  |  |  |  |  |  |  |  |  |  |
|  |                           |  |  |  |  |  |  |  |  |  |  |  |  |  |  |  |
|  |                           |  |  |  |  |  |  |  |  |  |  |  |  |  |  |  |
|  | 27. Popilia               |  |  |  |  |  |  |  |  |  |  |  |  |  |  |  |
|  |                           |  |  |  |  |  |  |  |  |  |  |  |  |  |  |  |
|  |                           |  |  |  |  |  |  |  |  |  |  |  |  |  |  |  |
|  | 3. Antonia la Menor       |  |  |  |  |  |  |  |  |  |  |  |  |  |  |  |
|  |                           |  |  |  |  |  |  |  |  |  |  |  |  |  |  |  |
|  |                           |  |  |  |  |  |  |  |  |  |  |  |  |  |  |  |
|  | 28. Cayo Octavio          |  |  |  |  |  |  |  |  |  |  |  |  |  |  |  |
|  |                           |  |  |  |  |  |  |  |  |  |  |  |  |  |  |  |
|  |                           |  |  |  |  |  |  |  |  |  |  |  |  |  |  |  |
|  | 14. Cayo Octavio Turino   |  |  |  |  |  |  |  |  |  |  |  |  |  |  |  |
|  |                           |  |  |  |  |  |  |  |  |  |  |  |  |  |  |  |
|  |                           |  |  |  |  |  |  |  |  |  |  |  |  |  |  |  |
|  | 29.                       |  |  |  |  |  |  |  |  |  |  |  |  |  |  |  |
|  |                           |  |  |  |  |  |  |  |  |  |  |  |  |  |  |  |
|  |                           |  |  |  |  |  |  |  |  |  |  |  |  |  |  |  |
|  | 7. Octavia Turina         |  |  |  |  |  |  |  |  |  |  |  |  |  |  |  |
|  |                           |  |  |  |  |  |  |  |  |  |  |  |  |  |  |  |
|  |                           |  |  |  |  |  |  |  |  |  |  |  |  |  |  |  |
|  | 30. Marco Acio Balbo      |  |  |  |  |  |  |  |  |  |  |  |  |  |  |  |
|  |                           |  |  |  |  |  |  |  |  |  |  |  |  |  |  |  |
|  |                           |  |  |  |  |  |  |  |  |  |  |  |  |  |  |  |
|  | 15. Acia                  |  |  |  |  |  |  |  |  |  |  |  |  |  |  |  |
|  |                           |  |  |  |  |  |  |  |  |  |  |  |  |  |  |  |
|  |                           |  |  |  |  |  |  |  |  |  |  |  |  |  |  |  |
|  | 31. Julia la Menor        |  |  |  |  |  |  |  |  |  |  |  |  |  |  |  |
|  |                           |  |  |  |  |  |  |  |  |  |  |  |  |  |  |  |
|  |                           |  |  |  |  |  |  |  |  |  |  |  |  |  |  |  |

## Claudio en la literatura, cine y televisión
Claudio ha sido objeto de numerosas obras de ficción, bien como personaje principal o como secundario.

### Novelas históricas
- Yo, Claudio de Robert Graves, 1934, autobiografía ficticia del propio Claudio.
- Claudio, el dios, y su esposa Mesalina de Robert Graves, 1934, continuación de la anterior.

### Teatro
- Alonso de Santos, José Luis (2006). Yo Claudio. Ciudad Real, Ñaque editora. ISBN 978-84-89987-89-0.

### Televisión
- Imperio de cristal, telenovela mexicana basada en el Imperio romano. Se trata de cinco hermanos, curiosamente todos con nombres de emperadores romanos, de los cuales el menor es Claudio, quien sufre los mismos problemas y complejos que el emperador romano, excepto la tartamudez.
- Yo, Claudio, serie de trece episodios de la BBC, basada en las novelas de Robert Graves Yo, Claudio y Claudio el dios y su esposa Mesalina. Claudio, interpretado por Derek Jacobi es el personaje principal y el hilo conductor de la historia. Claudio aparece caracterizado como un personaje tartamudo, cojo, aquejado de continuos temblores, comilón y con inclinación a beber en exceso. Aunque es inteligente y recto, es pusilánime y carente de iniciativa propia, lo que hace que sea un tanto inocente y fácilmente manipulable. Al igual que su padre Druso, tiene tendencias republicanas. También tiene inquietudes culturales, que lo llevan a escribir varios libros sobre la historia de Roma, sus costumbres y su religión. Sus diversas taras físicas hacen que su propia familia le dé de lado: su tío, el emperador Augusto, lo trata con cierta conmiseración, su abuela Livia lo desprecia, y su propia madre, Antonia, que no le tiene mucho cariño, lo considera un inútil y un idiota. Sus únicos amigos son su hermano Germánico, su primo Agripa Póstumo, su amigo Herodes, rey de Judea, y Calpurnia, una prostituta con la que convive durante un tiempo. Debido al postergamiento relativo en que vive, y a que ha fingido que es más tonto de lo que realmente es, Claudio sobrevive a la mayoría de miembros de su familia, a los reinados de Tiberio y Calígula, y llega finalmente a convertirse él mismo -contra su voluntad- en emperador. Pero Claudio es un hombre infeliz, que no ha tenido suerte en sus sucesivos matrimonios, y que acaba siendo un juguete en manos de sus libertos Narciso y Palas y de sus últimas dos esposas, Mesalina y Agripinila, que hacen con él lo que quieren y lo usan para sus propios fines políticos. Tras intentar poner a salvo a su hijo Británico, Claudio es envenenado por su última esposa, y el hijo de ésta, Nerón, acaba convirtiéndose en emperador. La historia de Claudio sirve para ilustrar cómo un personaje individualmente bueno, pero mediocre, ha de sobrevivir a la adversidad.

### Películas y series históricas
| Año  | Película o serie             | Director            | Intérprete        |
| ---- | ---------------------------- | ------------------- | ----------------- |
| 1979 | Calígula                     | Tinto Brass         | Giancarlo Badessi |
| 1976 | Yo, Claudio                  | Herbert Wise        | Derek Jacobi      |
| 1968 | Los Césares                  | Derek Bennett       | Freddie Jones     |
| 1954 | Demetrius and the Gladiators | Delmer Daves        | Barry Jones       |
| 1937 | Yo, Claudio                  | Josef von Sternberg | Charles Laughton  |